# Мара (Румунія)
Мара (рум. Mara) — село у повіті Марамуреш в Румунії. Входить до складу комуни Десешть.
Село розташоване на відстані 408 км на північний захід від Бухареста, 21 км на північний схід від Бая-Маре, 110 км на північ від Клуж-Напоки.

## Населення
За даними перепису населення 2002 року у селі проживали 1024 особи, з них 1020 осіб (99,6%) румунів. Усі жителі села рідною мовою назвали румунську.